# 杉本量平
杉本 量平（すぎもと りょうへい、1946年〈昭和21年〉8月16日 - ）は、フリーアナウンサー、元瀬戸内海放送アナウンサーである。

## 来歴・人物
徳島県出身。國學院大學卒業後の1969年、KSB瀬戸内海放送へ開局と同時に入社した。
長らく、KSBでスポーツ中継の実況を担当していた。1986年ごろからはアナウンサーを離れて、開発事業部門、広報、編成、営業と渡り歩いた。2006年に定年を迎えた後はフリーで活動し、近年ではケーブルテレビで高校野球中継や四国アイランドリーグplus・香川オリーブガイナーズの試合の実況を担当している。　またカルチャー教室で話すためのボイストレーニングの講師も務めている。

## 過去の担当番組
- スポーツ中継（実況）